# Palanca analógica

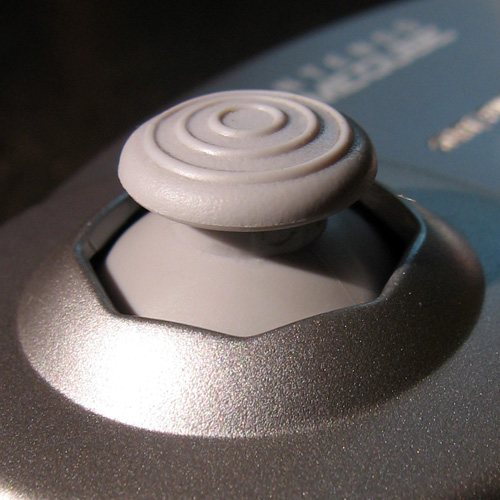
La palanca analógica del controlador de GameCube

Una palanca analógica (en inglés, analog stick) es un dispositivo de entrada para un controlador (a menudo un controlador de videojuego) que se utiliza para la entrada bidimensional. Una palanca analógica es una variación de una palanca de mando, que consiste en una protuberancia del controlador; la entrada se basa en la posición de esta protuberancia en relación con la posición "central" predeterminada. Mientras que las palancas digitales se basan en conexiones eléctricas únicas para el movimiento (usando contactos eléctricos digitales internos para las direcciones arriba, abajo, izquierda y derecha), las palancas analógicas usan actividad eléctrica continua a través de potenciómetros para medir la posición exacta de la palanca dentro de su rango completo de movimiento. La palanca analógica ha superado en gran medida a la cruceta tanto en prominencia como en uso en los videojuegos de consola.

## Uso en videojuegos
La prevalencia inicial de las palancas analógicas fue como periféricos para simuladores de vuelo, para reflejar mejor las sutilezas de control requeridas para tales títulos. Fue durante la quinta generación de consolas que Nintendo anunció que integraría un dispositivo analógico en su icónico control de Nintendo 64, un paso que allanaría el camino para que los siguientes fabricantes líderes de consolas hicieran lo mismo.
Una palanca analógica se suele utilizar para mover algún objeto del videojuego, normalmente el personaje jugable. También se puede usar para rotar la cámara, generalmente alrededor del personaje. La palanca analógica puede servir para una gran variedad de otras funciones, según el videojuego. Hoy en día, muchas palancas analógicas también se pueden presionar como los botones frontales convencionales de un control, para permitir más funcionalidades. Con el predominio de las palancas analógicas, las limitaciones antes mencionadas de la cruceta dejaron de ser un problema.

### Palancas analógicas duales

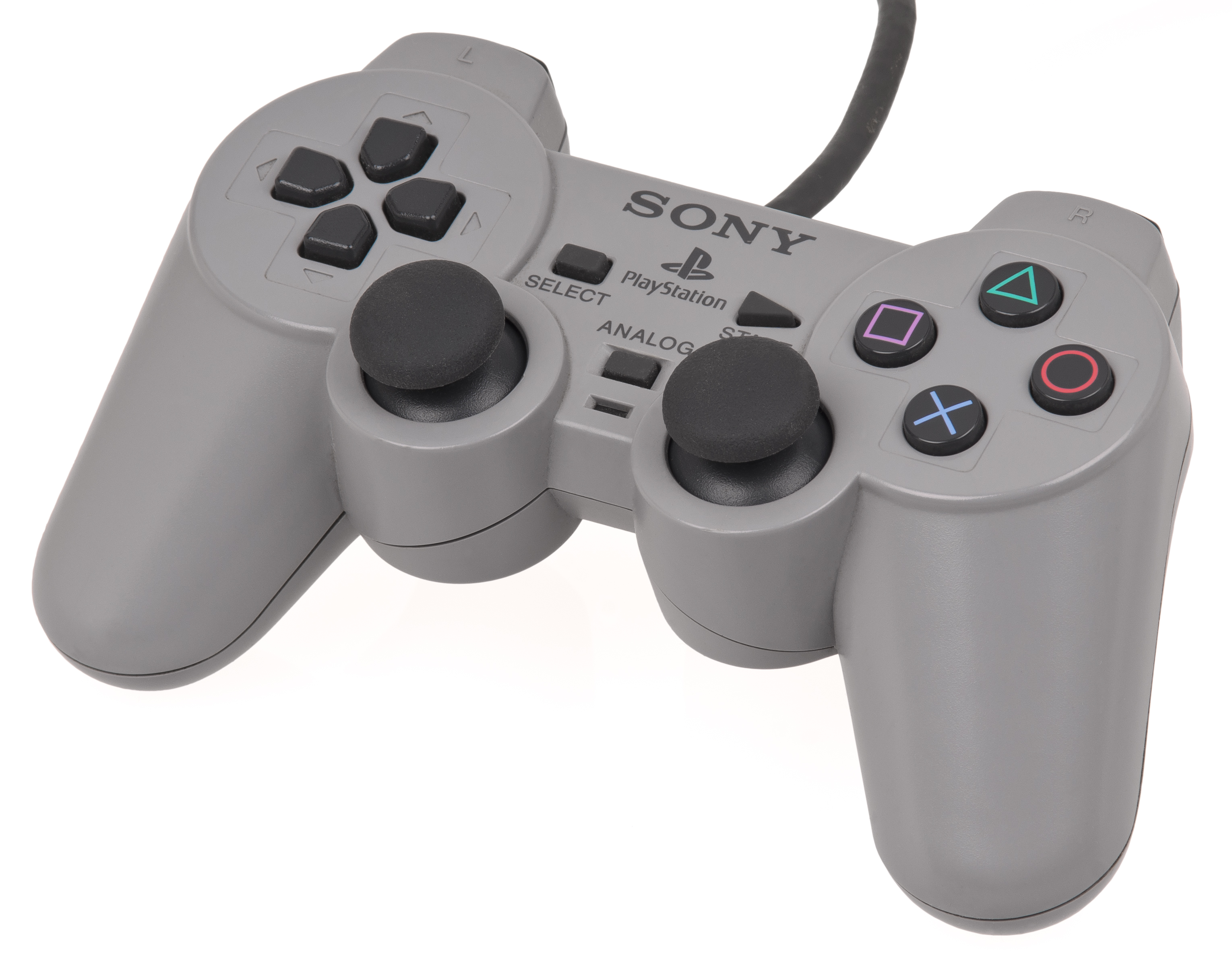
La Sony PlayStation DualShock (1997) cuenta con dos palancas analógicas.

Dos palancas analógicas ofrecen una mayor funcionalidad que una sola palanca. En algunos controles de videojuegos modernos, las palancas analógicas están "escalonadas", de modo que la palanca izquierda está ubicada en la parte superior izquierda de la cruceta mientras que la palanca derecha está ubicada en la parte inferior izquierda de los botones frontales. Los controles de todas las consolas Xbox de Microsoft (control de Xbox, control de Xbox 360 y control inalámbrico de Xbox), así como los controles para GameCube y Switch de Nintendo (control de GameCube, el Joy-Con Comfort Grip dual y el Nintendo Switch Pro Controller), utilizan un diseño de palanca analógica escalonada.
En cambio, otros controles tienen las dos palancas analógicas en una configuración simétrica con una cruceta en la posición del pulgar izquierdo y los botones frontales en la posición del pulgar derecho, con las palancas analógicas debajo y más cerca del centro en ambos lados. Los controles analógicos de la serie PlayStation de Sony (Dual Analog Controller, DualShock, DualShock 2, Sixaxis, DualShock 3, DualShock 4 y DualSense) utilizan esta configuración, y el resto del diseño del control se parece mucho al control digital original de PlayStation. El mando Classic Controller de Wii también utiliza esta configuración. La configuración original del control Wii U GamePad tenía pads circulares analógicos gemelos colocados simétricamente sobre la cruceta y los botones frontales, pero se reconfiguró para tener dos palancas analógicas en los que se podía hacer clic varios meses antes del lanzamiento planificado del sistema. Esta configuración también se trasladó al Wii U Pro Controller.
Con géneros como acción, aventuras, plataformas y disparos, la palanca izquierda normalmente controla el movimiento del personaje mientras que la segunda palanca controla la cámara. El uso de una segunda palanca alivió los problemas de muchos videojuegos de plataformas anteriores, en los que la cámara era conocida por su mal posicionamiento. La palanca derecha no solo permite el control de la cámara en los videojuegos en tercera persona, sino que es casi esencial para la mayoría de los videojuegos de disparos en primera persona modernos como Halo, donde dicha palanca controla la mirada y la puntería del jugador, a diferencia de la palanca izquierda, que controla hacia dónde se mueve el jugador. En Katamari Damacy de Namco y sus secuelas, ambas palancas analógicas se usan a la vez para controlar el personaje del jugador.
A pesar de la adopción generalizada de las palancas analógicas duales, algunos sistemas de videojuegos modernos están diseñados sin una segunda palanca analógica, a saber, el control estándar de Wii (cuya única palanca analógica se implementa en el accesorio Nunchuk del Wii Remote), la PSP de Sony y la 3DS de Nintendo. Si bien el accesorio complementario del Classic Controller de Wii mencionado anteriormente y su soporte inicial de retrocompatibilidad con el control de GameCube permiten esquemas de control de doble palanca en ciertos videojuegos, la falta total de una segunda palanca analógica en la PSP y más tarde la falta inicial de la misma característica en la 3DS ha sido criticada. Desde entonces, Nintendo lanzó un complemento para 3DS que agregó, entre otras cosas, un segundo "pad circular" analógico. La continuación de la PSP, la PlayStation Vita, cuenta con dos palancas analógicas. Es la primera consola de videojuegos portátil en hacerlo. La línea de sistemas New Nintendo 3DS agregó una segunda palanca analógica, conocida como "C-Stick" en el lado derecho del dispositivo.

### Posición neutral y eldrift
Para funcionar correctamente, una palanca analógica debe establecer una posición neutral, una posición especial y única que la palanca debe mantener y que el control interpretaría como una interrupción o ausencia intencional de movimiento en el videojuego. Idealmente, este sería el centro mismo de la palanca cuando no se toca ni se mueve. Cada vez que se activa el control o se enciende el sistema al que está conectado, la posición actual de su(s) palanca(s) analógica(s) se convierte en la posición neutral establecida. Si la palanca analógica se aleja de su centro durante un tiempo mientras está establecida, la posición neutral cambiaría a algún lugar alejado del centro de la palanca, lo que haría que el control interpretara la posición inmóvil del centro de la palanca como movimiento dentro del juego, ya que no es la posición neutral como debería ser. Este fenómeno, comúnmente llamado drift o drifting, provoca efectos de jugabilidad no deseados, dependiendo de los controles del juego actual, como el movimiento constante del personaje del jugador en una sola dirección o la cámara del juego se inclina hacia un ángulo particular mientras la palanca afectada no se mueve, y solo puede corregirse realizando acciones particulares que restaurarían la posición neutral de la palanca analógica afectada de regreso al centro de la palanca analógica. Para los controles de Nintendo con palancas analógicas, esto implicaría mantener presionada una cierta combinación de botones mientras las palancas analógicas afectadas no se tocan.

## Historia

### Joysticks analógicos

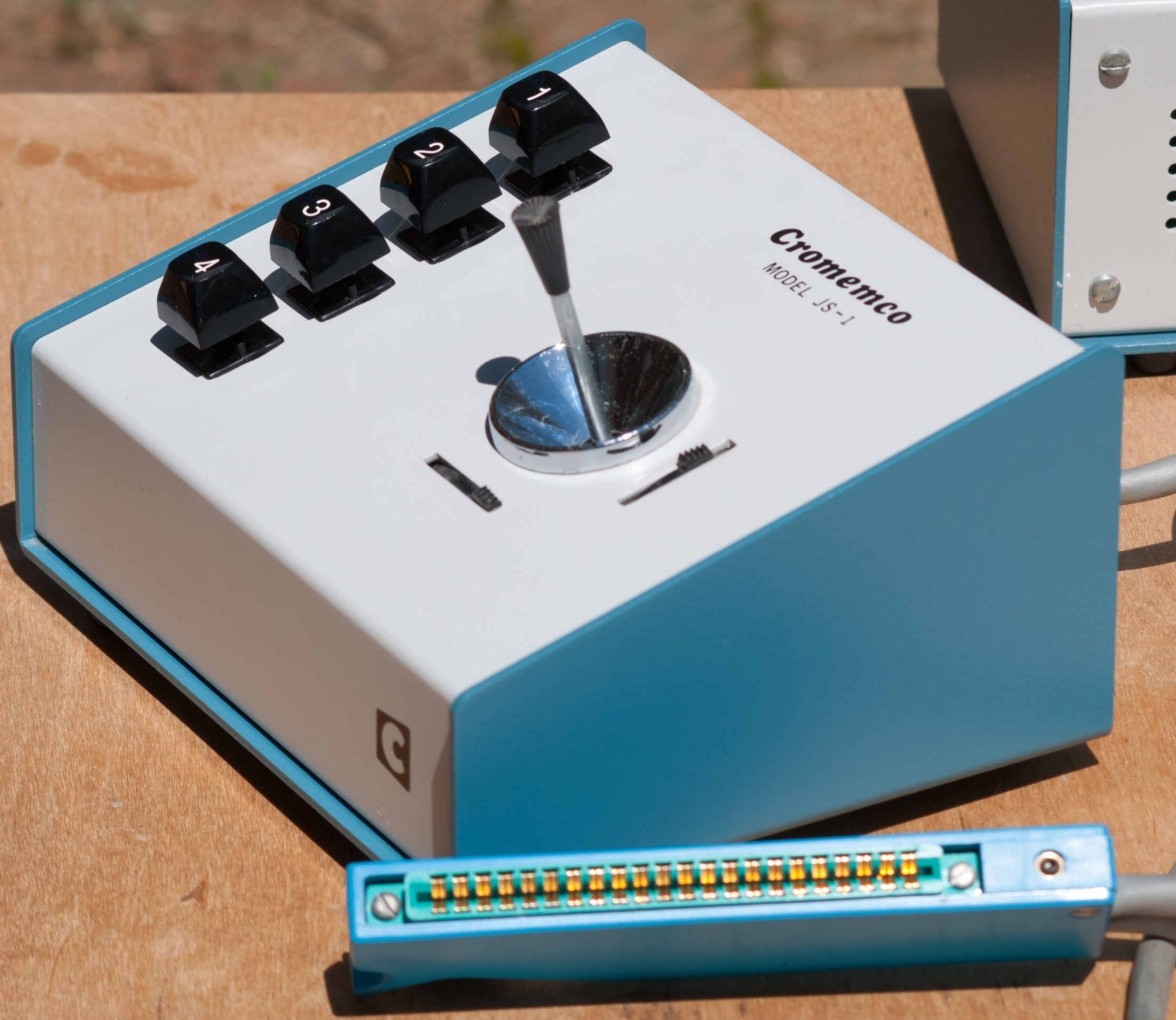
Joystick analógico Cromemco JS-1, el primero conocido para microcomputadoras

Poco después de la introducción de las primeras microcomputadoras, Cromemco introdujo una tarjeta bus S-100 que contenía un convertidor de analógico a digital y, poco después, una tarjeta con dos de estos y un joystick analógico asociado, el JS-1. Este es el primer ejemplo conocido de un dispositivo de este tipo para uso personal.
La primera consola de juegos de consumo que tenía joysticks analógicos fue la serie Prinztronic/Acetronic/Interton, lanzada en 1978. Este sistema fue ampliamente clonado en toda Europa y disponible bajo varias marcas. Las dos palancas usaban cada una un par de potenciómetros, no eran autocentrantes en la mayoría de los modelos pero algunas, como los de los modelos Interton VC4000, sí lo eran.
Cuando se lanzó el Apple II, venía incluido con un paddle analógico como entrada estándar, pero no cumplía con las pautas de emisiones de la FCC y Apple Inc se vio obligado a dejar de venderlos. Esto dejó cientos de videojuegos sin poder usar, y este problema fue rápidamente solucionado por proveedores externos. No mucho después, estas mismas empresas comenzaron a producir joysticks analógicos para el sistema, pero tardaron un tiempo en volverse populares.
En 1982, Atari lanzó un control con un joystick analógico basado en un potenciómetro para su consola doméstica Atari 5200. Sin embargo, su diseño de joystick no centrado demostró ser desgarbado y poco confiable debido a la presentación, alienando a muchos consumidores en ese momento. Durante ese mismo año, General Consumer Electronics presentó el Vectrex, un sistema basado en gráficos vectoriales que utilizaba un thumbstick analógico de autocentrado.
En 1985, el rail shooter en tercera persona de Sega, Space Harrier, lanzado para los arcade, introdujo una palanca de vuelo analógica para el movimiento. Podía registrar el movimiento en cualquier dirección, así como medir el grado de empuje, lo que podía mover al personaje del jugador a diferentes velocidades dependiendo de qué tan lejos se empuje el joystick en una dirección determinada.
El Mission Stick analógico de Sega se lanzó para la consola Saturn el 29 de septiembre de 1995. El 26 de abril de 1996, Sony lanzó un joystick analógico basado en un potenciómetro para su uso en juegos de simulación de vuelo. El Sony Dual Analog FlightStick presentaba dos joysticks analógicos y se usaba en juegos como Descent para proporcionar un grado de libertad mucho mayor que los típicos joysticks digitales de la época.

### Thumbsticksanalógicos

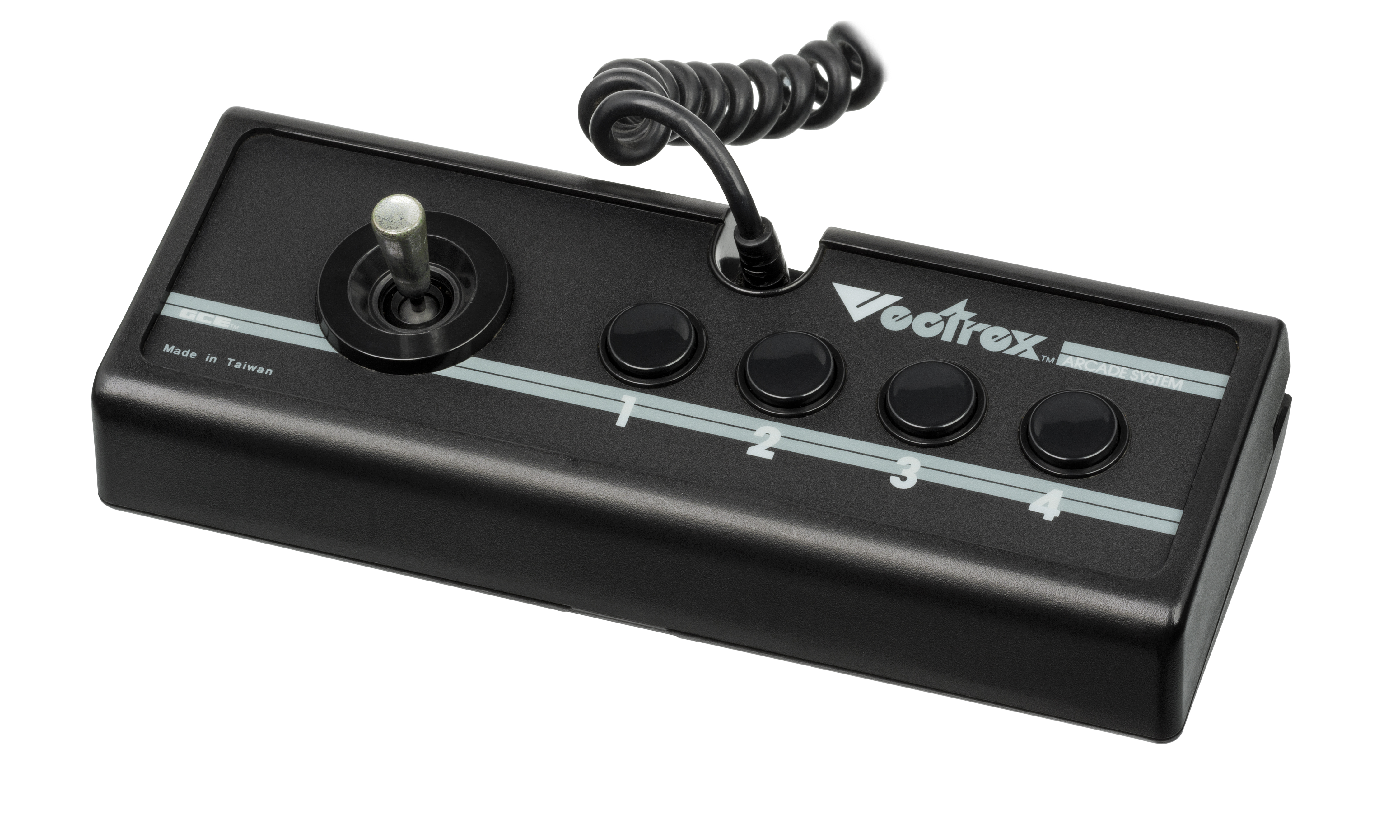
Mando de la Vectrex con stick analógico.

El stick analógico del controlador de la Vectrex (1982) se podía manejar con el pulgar como cualquier thumbstick moderno.
El Sony JS-303T para MSX y el Bullet-Proof Software BPS-Max para Famicom, ambos lanzados en 1987, son un ejemplo temprano de un control que incorporaba un joystick manejable con los pulgares, también conocido como thumbstick. En este caso no se trataba de un stick analógico, sino de un mecanismo que accionaba la cruceta digital. El BPS-Max fue posteriormente vendido en los Estados Unidos como NES Max por Nintendo. El Quickshot Chimera 2 es otro ejemplo de uno de los primeros controles con thumbstick disponibles para NES.
En 1989, la empresa japonesa Dempa lanzó un control con thumbstick analógico llamado XE-1 AP para la consola Mega Drive/Sega Genesis y varias computadoras japonesas (MSX, PC-8801, PC-9801, FM Towns y X68000). También era compatible con PC Engine a través de un adaptador. Estaba destinado a replicar los controles HOTAS que se encuentran en los juegos de arcade de Sega en ese momento, como After Burner II. Este control incluía una palanca de control operada con el pulgar que permitía varios niveles de movimiento y un control de casi 360 grados, lo que se traducía en movimientos mucho más precisos que los que eran posibles con una cruceta. También se distinguió por hacer que el jugador lo controle con el pulgar, similar a una cruceta, en lugar de ocupar toda la mano. Fue lanzado dos veces, con una caída de precio tras su relanzamiento en 1994. Algunos videojuegos en Mega Drive (así como Sega CD y 32X) admitían las funciones de palanca analógica del control, que también incluye los videojuegos propios de Sega para el sistema.

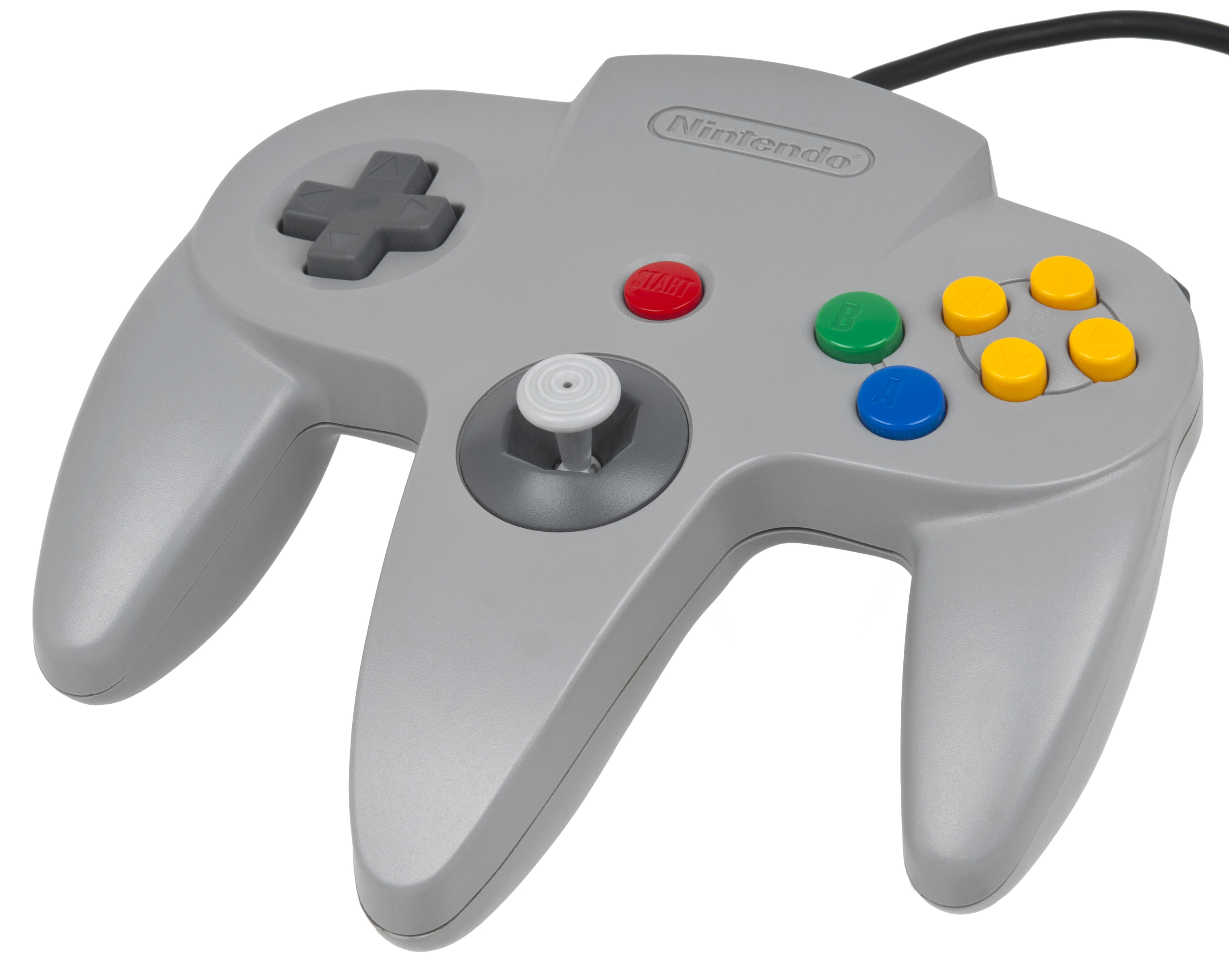
El control de Nintendo 64 popularizó el thumbstick.

Inicialmente anunciado a fines de 1995, Nintendo lanzó el control de Nintendo 64 el 23 de junio de 1996 en Japón. El nuevo control incluía una palanca de control operada con el pulgar que, a pesar de que era una palanca digital (la palanca analógica funcionaba con los mismos principios que un mouse de computadora con bola mecánica), todavía permitía varios niveles de movimiento y un control de casi 360 grados, lo que se traduce en movimientos mucho más precisos de lo que era posible con una cruceta. Durante tres generaciones, la palanca de control de Nintendo se distinguió de las palancas analógicas utilizadas en otras consolas importantes por su área de libertad octogonal circundante que solo permitía moverla en cualquiera de las ocho direcciones diferentes, cada una asignada a cada uno de los ocho vértices del octágono donde la palanca de control podría ser empujada. Nintendo finalmente cambiaría esta área octogonal por el círculo ampliamente utilizado en otros controles de consolas durante la octava generación, comenzando con Nintendo 3DS y Wii U, para permitir muchas más direcciones de movimiento diferentes más allá de estas ocho.
El 5 de julio de 1996, Sega lanzó Nights into Dreams... para su consola Saturn en Japón; incluido con él estaba el panel de control Saturn 3D que presentaba un panel analógico destinado a brindar al jugador un control más fluido sobre la jugabilidad basada en el vuelo de ese juego. El pad analógico usaba sensores de efecto Hall basados en imanes, que era una implementación única de la tecnología que también se trasladó al diseño del control de Dreamcast.[cita requerida] El control analógico de Saturn se mencionó anteriormente en la edición de junio de 1996 de la revista Computer and Video Games.
El 25 de abril de 1997, Sony puso a la venta el primer control con doble palanca (dual stick) del mundo para su consola de videojuegos, PlayStation. Basado en la misma tecnología de potenciómetro que se usó en el Dual Analog Flightstick, el Dual Analog Controller de Sony presentaba vibración (eliminado en las versiones en el extranjero), tres modos de analógico (Flightstick, Full Analog y Analog-Off) y thumbsticks dobles cóncavos de plástico. También agregó dos botones nuevos, L3 y R3, debajo de los thumbsticks, que se podían usar presionando las palancas.
El 20 de noviembre de 1997, Sony lanzó al mercado su tercer control analógico: el DualShock. El control presentaba palancas analógicas gemelas similares a las del Dual Analog, aunque presentaban puntas de goma convexas en lugar de las cóncavas de plástico. También eliminó el tercer modo analógico (Flightstick) y agregó dos motores de vibración.
En 1999, Ape Escape de Sony se convirtió en el primer videojuego de la historia en requerir el uso de dos palancas analógicas.
En las generaciones de consolas que siguieron, muchos controles de consolas de videojuegos incluyeron dos palancas analógicas, con la excepción del control de Dreamcast de Sega y el control Wii Remote de Nintendo. Otras excepciones a esta regla de doble palanca son la PlayStation Portable de Sony y las consolas de videojuegos portátiles 3DS de Nintendo, aparte de la New 3DS (aunque esta última puede actualizarse a la funcionalidad de doble palanca mediante el uso de un accesorio), que cuentan con solo una único "nub" analógico deslizante pequeño y plano. Sin embargo, la PlayStation Vita de Sony tiene una configuración de doble palanca analógica.